# Psilochorus agnosticus
Psilochorus agnosticus is een spinnensoort uit de familie trilspinnen (Pholcidae). De soort komt voor in Mexico.